# ازتلان

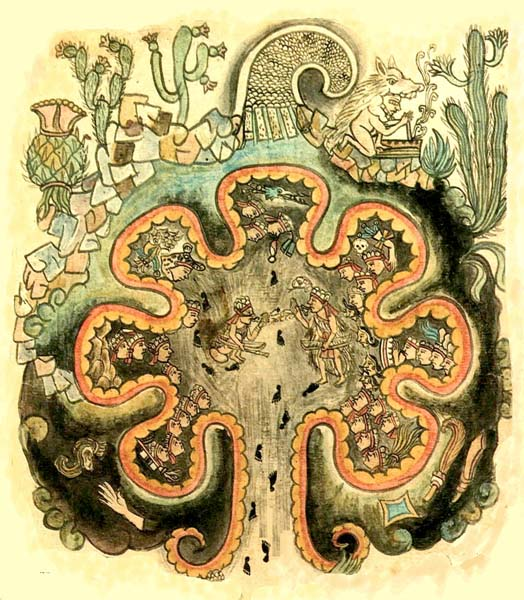
نگاره‌ای از ۷ غار چیکوموتزوک

ازتلان (ناهواتل: Aztlān) عنوان خانهٔ اجدادی اقوام آزتک است. در حقیقت، خود واژه آزتکا در زبان ناهواتل عبارت است از مردمانی اهل ازتلان. ازتلان در چندین منبع تبارشناسی و قومی مربوط به دوران استعمار ذکر شده‌است که هر کدام از آنها به فهرست مختلفی از گروه‌ها و قبایل مختلف اشاره می‌کنند که در مسیر مهاجرت از ازتلان به سمت مرکز مکزیک بوده‌اند.